# Banea, Blagoevgrad
Bania (în bulgară Баня) este un sat situat în partea de sud-vest a Bulgariei în Munții Pirin. Aparține administrativ de Comuna Razlog din Regiunea Blagoevgrad. La recensământul din 2011 avea o populație de 2.857 locuitori.

## Demografie
Componența etnică a satului Banea
     Bulgari (86,06%)
     Romi (9,94%)
     Nicio identificare (3,18%)
     Altele (1,22%)
La recensământul din 2011, populația satului Banea era de 2.857 locuitori. Din punct de vedere etnic, majoritatea locuitorilor (86,06%) erau bulgari, cu o minoritate de romi (9,94%). Pentru 3,18% din locuitori nu este cunoscută apartenența etnică.